# فيري فـان فليت
فيري فـان فليت (بالهولندية: Ferry van Vliet)‏ هو لاعب كرة قدم هولندي في مركز الوسط، ولد في 18 أغسطس 1980 في روتردام في هولندا، وتوفي في 25 مايو 2001 في موردايك في هولندا. لعب مع ناك بريدا.